# Marion Martin
Marion Martin (Filadelfia, Pensilvania, 7 de junio de 1909 - Santa Mónica, California, 13 de agosto de 1985) fue una actriz estadounidense.

## Biografía
Martin nació bajo el nombre de Marion Suplee en Filadelfia, Pensilvania; su padre era ejecutivo de la compañía Bethlehem Steel. Se dedicó a la actuación luego que su familia perdiera su fortuna en el Crack del 29, apareciendo en producciones de Broadway como Lombardi Ltd. y Sweet Adeline. Su primera aparición en una película fue en She's My Lillie, I'm Her Willie (1934) y continuó realizando papeles menores en otras cintas. Gran parte de estos trabajos fueron musicales.  
A fines de los años 1930 protagonizó algunas películas de serie "B", destacando Sinners in Paradise (1938) de James Whale. A pesar de esto, su participación en grandes producciones continuó siendo limitada a papeles secundarios, como en His Girl Friday (1940). Aunque la mayoría de sus trabajos fueron en comedias, también se desempeñó en dramas como Boom Town (1940), donde interpreta a una cantante que tiene un romance con el personaje de Clark Gable. Además trabajó junto a Lupe Vélez en tres películas durante los años 1940 y junto a los hermanos Marx en Tienda de locos. Entre sus otras películas destacan La estrella del Variedades (Lady of Burlesque), junto a Barbara Stanwyck, y Angel on My Shoulder. 
Sus últimos roles, a fines de los años 1940 y comienzos de los 50, fueron menores. Colaboró junto a los tres chiflados en Merry Mavericks (1951). En 1952 realizó su última aparición en una película.  
Recibió una estrella en el Paseo de la Fama de Hollywood, la cual está ubicada en 6925 Hollywood Boulevard. 
Murió en 1985 en Santa Mónica, California, y fue sepultada en el cementerio de Holy Cross en Culver City, California.